# Wehrforschungsschiff
Wehrforschungsschiffe sind Schiffe, die im Auftrag der Streitkräfte Forschungs- und Vermessungsaufgaben auf See übernehmen. Im Unterschied zu zivilen Forschungsschiffen dienen Wehrforschungsschiffe auch zur Erprobung von militärischer Ausrüstung und Material und haben meist eine gemischte Besatzung aus Zivilisten und Militärangehörigen.

## Aufgaben und Ausrüstung
Die Hauptaufgaben von Wehrforschungsschiffen liegen in der militärisch relevanten Grundlagenforschung im Bereich Wasserschall, Geophysik, Schiffsakustik, Unterwasserortung und Kommunikation. Die Schiffe untersuchen auch örtliche Schallortungsbedingungen, um die Leistungsfähigkeiten von Sonaranlagen in verschiedenen Meeresregionen zu bewerten und zu verbessern. Dazu sind sie häufig mit speziellen Unterwasserortungssystemen wie einem Tauch- oder Schleppsonar ausgerüstet, wie sie sonst nur auf Kriegsschiffen Verwendung finden. Neben dem Erkennen von U-Booten und Torpedos dienen die dabei gewonnenen Erkenntnisse auch der Minenortung oder können gegen asymmetrische Bedrohungen wie Taucher eingesetzt werden.
Eine weitere Aufgabe ist die Verwendung als Erprobungsträger für neuentwickelte Ausrüstung, wie beispielsweise unbemannte Unterwasserfahrzeuge (UUV), die auf See unter Einsatzbedingungen getestet werden. Dabei werden neben der Funktion des Fahrzeuges auch die Einrichtungen der Infrastruktur, wie die benötigten Ladekräne oder Aufnahmevorrichtungen geprüft.
Auch in der Entwicklung und Erprobung neuer Waffensysteme werden Wehrforschungsschiffe eingesetzt, vorrangig bei Seeversuchen mit Torpedos. Moderne Schiffe dieser Art haben zu diesem Zweck festeingebaute Torpedoausstoßvorrichtungen an Bord. Das deutsche Schiff Planet besitzt sogar ein Unterwasser-Torpedorohr ähnlich einem U-Boot.
Neben den Forschungsaufgaben mit militärischem Charakter werden aber auch Untersuchungen ziviler Natur durchgeführt wie Meereskartografie oder Wetterbeobachtung.

## Schiffe
- Planet, Wehrforschungsschiffe der deutschen Wehrtechnischen Dienststelle 71 (WTD71)
- Alliance, italienisches Forschungsschiff im Auftrag der NATO
- NOAAS Ronald H. Brown, Forschungsschiff der National Oceanic and Atmospheric Administration[1]
- H.U. Sverdrup II, norwegisches Forschungsschiff des Wehrforschungsinstituts Forsvarets forskningsinstitutt.
- Akademik Agejew, 2019 in Dienst gestelltes russisches „Ozeanisches Forschungsschiff für besondere Aufgaben“.
- Smyge, Experimentalschiff der schwedischen Marine